# Бокайна-ду-Сул
Бокайна-ду-Сул (порт. Bocaina do Sul) — муниципалитет в Бразилии, входит в штат Санта-Катарина. Составная часть мезорегиона Серрана. Входит в экономико-статистический микрорегион Кампус-ди-Лажис. Население составляет 3160 человек на 2006 год. Занимает площадь 496,250 км². Плотность населения — 6,4 чел./км².

## История
Город основан 16 июля 1997 года.

## Статистика
- Валовой внутренний продукт на 2003 составляет 33 472 655,00 реалов (данные: Бразильский институт географии и статистики).
- Валовой внутренний продукт на душу населения на 2003 составляет 10.632,99 реалов (данные: Бразильский институт географии и статистики).
- Индекс развития человеческого потенциала на 2000 составляет 0,716 (данные: Программа развития ООН).